# ジワカ州
ジワカ州(ジワカしゅう、英語：Jiwaka Province)は、パプアニューギニア西部の山岳地方中部の州。
州都はクルムル。
2011年の人口は34万3987人で、面積は4798km²、人口密度は71.7人/km²。
2012年5月17日に設置された。
以前は西部山岳州の一部だった。
国内最高峰のウィルヘルム山やジワカ州との州境に有る。
「ジワカ」は、ジミ、ワギ、カンビアの頭文字を繋げたかばん語である。
アングリンプが含まれていない事が議論になっており、
2012年の総選挙の後で見直される予定である。

## 人口
- 2000年7月9日：18万5798人
- 2011年7月10日：34万3987人

## 隣接州
- 北：マダン州
- 東：シンブ州
- 南：南部山岳州
- 西：西部山岳州

## 行政区画
以下の3地区に分かれる。
- アングリンプ・南ワギ地区（英語版）
- 北ワギ地区（英語版）
- ジミ地区（英語版）

## 地理・天然資源
ワギ川の流れるワギ谷はとても肥沃である。
特産品は珈琲と茶。